# Glenn Greenwald
Glenn Greenwald (nacido el 6 de marzo de 1967) es un abogado constitucionalista estadounidense, columnista, bloguero, escritor y periodista. Desde agosto de 2012 hasta octubre de 2013 fue columnista de la edición estadounidense de The Guardian. Antes había sido columnista de Salon.com y un colaborador ocasional de The Guardian. En junio de 2013, Greenwald publicó en The Guardian las revelaciones de Edward Snowden sobre el programa de vigilancia PRISM y otros programas de la Agencia de Seguridad Nacional clasificados como de alto secreto.
Greenwald trabajó como abogado especializado en derechos civiles y constitucionales antes de convertirse en un colaborador (columnista y bloguero) de Salon.com, donde se centró en el análisis de temas políticos y legales. También ha colaborado en otros periódicos y revistas de información política como The New York Times,Los Angeles Times, The Guardian, The American Conservative, The National Interest, e In These Times.
Sus comentarios «sobre temas de vigilancia y separación de poderes» han sido citados en The New York Times, en The Washington Post y en los debates del Senado de los Estados Unidos, y en informes del Congreso sobre «abusos del poder ejecutivo». Greenwald aparece en varios programas de radio y televisión como invitado experto en temas políticos.
Greenwald ha recibido numerosos premios por su trabajo entre los que destacan el Premio Pulitzer por Servicio Público en 2014 y el Premio George Polk en 2013 por sus revelaciones acerca de la vigilancia mundial de la Agencia de Seguridad Nacional de Estados Unidos.

## Biografía
Greenwald nació el 6 de marzo de 1967 en Queens, Nueva York, hijo de Arlene y Daniel Greenwald. Poco después de su nacimiento se trasladó con su familia al sur de Florida. Se licenció con un B.A. en la Universidad George Washington en 1990 y en derecho en la New York University School of Law en 1994.

## Carrera

### Actividad como abogado
Durante su época de estudiante de derecho, realizó prácticas y pasó un verano trabajando como asociado en Wachtell, Lipton, Rosen & Katz, y después de su graduación, ejerció en el departamento de litigios de Wachtell, Lipton (1994–1995); en 1996, cofundó su propio bufete, llamado Greenwald Christoph & Holland (después denominado Greenwald Christoph PC), donde se ocupó de casos relacionados como temas de derecho constitucional y derechos civiles en los Estados Unidos. Greenwald afirma «decidí voluntariamente reducir paulatinamente mi actividad en 2005 porque podía, y porque, después de diez años, estaba cansado de la abogacía a tiempo completo y quería hacer otras cosas que pensaba eran más atractivas y podían tener más impacto, incluyendo escritos políticos.»

### Unclaimed Territory
Greenwald puso en marcha su blog Unclaimed Territory en 29 de octubre de 2005, centrándose en la investigación relativa al escándalo Valerie Plame, la filtración por la CIA de la investigación del Gran Jurado, la acusación contra I. Lewis «Scooter» Libby y la vigilancia sin autorización judicial por la NSA.

### Salon
En febrero de 2007, Greenwald empezó a colaborar con Salon.com. Entre los temas de sus artículos para Salon destacaron los ataques con ántrax de 2001, y la candidatura del exfuncionario de la CIA John O. Brennan como Director de la Agencia Central de Inteligencia (D/CIA) o el nuevo Director Nacional de Inteligencia (DNI), después de la elección de Barack Obama.

### The Guardian
Greenwald abandonó Salon.com el 10 de agosto de 2012 para colaborar con The Guardian, refiriéndose a «la oportunidad de llegar a un nuevo público, para internacionalizar aún más mis lectores, y para encontrar nueva motivación en un entorno diferente», como razones para el traslado.
El 5 de junio de 2013, Greenwald contribuyó a revelar la historia de la orden secreta del tribunal FISA a la compañía Verizon de facilitar a la Agencia de Seguridad Nacional los registros telefónicos de todas las llamadas entre EE. UU. y el extranjero, así como de todas las llamadas domésticas.
El 15 de octubre de 2013, Greenwald anunció y The Guardian confirmó que abandonaba el periódico para aprovechar «una oportunidad de ensueño que se presenta una sola vez en la vida y que ningún periodista puede rechazar».

### First Look Media yThe Intercept
El 16 de octubre de 2013, Pierre Omidyar, el fundador de eBay, anunció que iba a financiar el nuevo medio de Glenn Greenwald, Laura Poitras y Jeremy Scahill con un fondo dotado de 250 millones de dólares.
La nueva organización de noticias, First Look Media, lanzó su primera publicación The Intercept el 10 de febrero de 2014. Greenwald ejerce de editor del medio junto a Laura Poitras y Jeremy Scahill. En el corto plazo, la revista debe servir como una plataforma para la presentación de documentos sobre la NSA revelados por Edward Snowden y así continuar la publicación de investigaciones sobre la vigilancia mundial de los Estados Unidos. A largo plazo su objetivo es «producir un periodismo valiente, de confrontación a través de una amplia gama de temas: abuso, corrupción financiera o política, o violación de las libertades civiles».
El 29 de octubre de 2020, Glenn Greenwald dimitió de The Intercept alegando que se había violado su contrato y que se le había censurado una nota relacionada con Joe Biden, candidato demócrata en las elecciones presidenciales de Estados Unidos de 2020. The Intercept respondió diciendo que «Glenn es el que se ha alejado de sus valores fundamentales como periodista, no The Intercept».

## Libros
Greenwald ha escrito cuatro libros, tres de los cuales aparecieron en la lista de superventas del New York Times: How Would a Patriot Act? (2006); A Tragic Legacy (2007), y With Liberty and Justice for Some: How the Law Is Used to Destroy Equality and Protect the Powerful, publicado en octubre de 2011. Su cuarto libro fue Great American Hypocrites publicado en 2008.
Su libro sobre Edward Snowden, No Place to Hide: Edward Snowden, the NSA, and the U.S. Surveillance State (Sin un lugar donde esconderse: Edward Snowden, la NSA y el Estado de Vigilancia en los Estados Unidos) se publicó en mayo de 2014 y detalla el papel de Greenwald en las revelaciones sobre la vigilancia mundial proporcionadas por el excontratista de la NSA Edward Snowden.

## Revelaciones de 2013 sobre la vigilancia masiva

### Contacto con Edward Snowden
Greenwald fue contactado por primera vez por Edward Snowden, un excontratista de la Agencia de Seguridad Nacional de EE. UU., a finales de 2012. Snowden se puso en contacto con Greenwald de forma anónima y le dijo que tenía «documentos sensibles» que le gustaría compartir. Sin embargo, Greenwald encontró las medidas que la fuente le pidió que tomara para asegurar sus comunicaciones, como el cifrado de correo electrónico, demasiado molestas. Snowden entonces se puso en contacto con la documentalista Laura Poitras en enero de 2013.
Según The Guardian, lo que llevó a Snowden a contactar con Greenwald y Poitras fue un artículo de Salon escrito por Greenwald en el que explicaba cómo los polémicos documentales de Poitras la habían convertido en un «objetivo del gobierno». Greenwald comenzó a trabajar con Snowden en abril después de que Poitras le pidiera a Greenwald que se encontrara con ella en Nueva York, momento en el que Snowden empezó a facilitarles documentos a ambos.

### Arresto de David Miranda

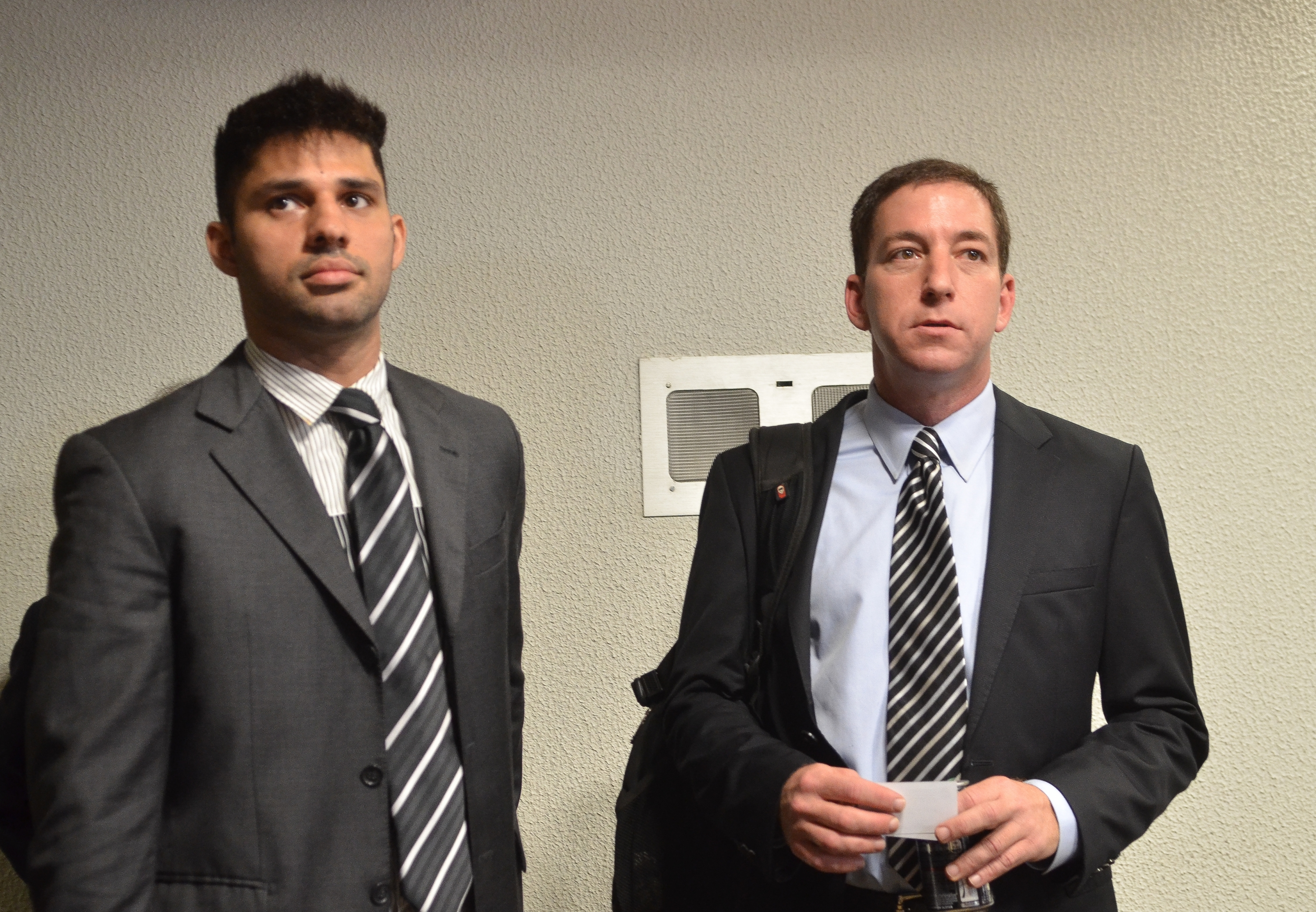
Greenwald y Miranda en 2013

En agosto de 2013, el esposo de Greenwald, David Miranda, fue detenido por el Metropolitan Police Service de Londres (MPS) durante 9 horas —el máximo permitido por la ley— en virtud del Anexo 7 de la Ley Antiterrorista de 2000 cuando regresaba de un viaje financiado por The Guardian a Berlín para reunirse con Laura Poitras, la directora de documentales con la que Greenwald colaboró en la publicación de las filtraciones de Snowden. Greenwald describió la detención como un «intento de intimidación» y «abuso total de la ley», y afirmó que las autoridades brasileñas se mostraron indignadas. El MPS afirmó que la detención había sido legal, y el Ministerio de Relaciones Exteriores califícó el incidente como un «asunto policial» y se negó a entrar en más detalles.

### Testimonios

#### Congreso Nacional de Brasil
En una declaración realizada ante el Congreso Nacional de Brasil a principios de agosto de 2013, Greenwald afirmó que el gobierno de EE. UU. había utilizado la lucha contra el terrorismo como pretexto para la vigilancia clandestina con el fin de competir con otros países en el «campo de los negocios, la industria y la economía».

#### Parlamento Europeo
El 18 de diciembre de 2013, Greenwald dijo ante la Comisión de Libertades Civiles, Justicia y Asuntos de Interior del Parlamento Europeo que «la mayoría de los gobiernos de todo el mundo no sólo están dando la espalda a Edward Snowden, sino también a sus responsabilidades éticas». Hablando por videoconferencia, Greenwald afirmó que «el Reino Unido mediante su interceptación de cables submarinos de fibra óptica, es la principal amenaza para la privacidad de los ciudadanos europeos en lo que se refiere al uso de teléfonos y correos electrónicos». Según la declaración prestada ante el Parlamento Europeo por Greenwald:
El objetivo final de la NSA, junto con su socio más leal, podría decirse su socio menor subordinado, la agencia británica GCHQ. —en lo que se refiere a la razón por la cual se está construyendo el sistema de vigilancia de sospechosos y el objetivo de este sistema— es nada menos que la eliminación de la intimidad de las personas en todo el mundo.

## Vida personal
Greenwald ha manifestado en una entrada de su blog Unclaimed Territory que ha sido abiertamente homosexual durante 20 años y que, aunque ha vivido en los Estados Unidos toda su vida, divide su tiempo entre Nueva York y Río de Janeiro, la ciudad natal de su esposo:
Reveladoramente, las leyes estadounidenses impiden el reconocimiento de nuestra relación como una razón para que él pueda vivir en los Estados Unidos, mientras la ley brasileña reconoce las relaciones entre personas del mismo sexo para efectos de visados e inmigración. Como resultado, durante el año pasado [2006], pasé un tiempo sustancial en Brasil mientras tenía mi residencia en Nueva York. Pasar un tiempo sustancial en otro país no lo convierte a uno en 'expatriado'. E incluso aquellos ciudadanos estadounidenses que renuncian a la residencia en Estados Unidos y viven en el extranjero conservan plenos derechos de ciudadanía, incluyendo el derecho al voto. Pero yo no lo he hecho así.
En abril de 2011, una reseña de la revista Out describe la relación de Greenwald con su esposo brasileño, David Michael Miranda, y explica que «él vive en Rio de Janeiro» porque «se le prohíbe trasladarse a los Estados Unidos» con Miranda. Otras reseña sobre Greenwald, 
de una revista de información política de Nueva Zelanda en 2012, dice que la entrevista con Greenwald se realizó en «Rio de Janeiro, donde vive con su marido y 10 perros que rescatan de las calles».
En una entrevista de mayo de 2008, Greenwald explicó que «aunque Brasil tiene la mayor población católica del mundo» y «fue una dictadura militar hasta 1985»: «Puedo conseguir del gobierno brasileño un visado permanente porque el gobierno de mi esposo brasileño reconoce nuestra relación para fines de inmigración, mientras el gobierno de mi país 'libre' y supuestamente amante de la libertad promulgó una ley prohibiendo explícitamente tal reconocimiento».

## Posiciones políticas
Greenwald es crítico de acciones que tienen el apoyo de Demócratas y Republicanos: «los peores y más tiránicos actos del gobierno en Washington son apoyados igualmente por ambos partidos.»
En el prefacio a su primer libro, How Would a Patriot Act? (2006), Greenwald empieza por resumir parte de su propia historia política personal, describiéndose a sí mismo ni como liberal ni conservador, sino como alguien que ha adoptado posiciones que pueden ser descritas calificándolas tanto de liberales como de conservadoras, ni votando a George W. Bush ni a ninguno de sus rivales, incluyendo no votar en absoluto.
El ascenso de Bush a la Presidencia de Estados Unidos «cambió» la actitud previa de no implicación política en el proceso electoral «completamente»:
A lo largo de los últimos cinco años, un espeluznante extremismo se ha adueñado de nuestro gobierno federal, y está amenazando con alterar de manera radical nuestro sistema de gobierno y nuestra identidad como nación. Este extremismo no es por naturaleza ni liberal ni conservador; sino que al contrario se ve impulsado por teorías de un poder presidencial ilimitado que es completamente ajeno, y opuesto, a los valores políticos fundamentales que gobernaron este país desde su fundación; [porque] el hecho de que esta conquista de un poder presidencial en continua expansión se justifique sembrando el miedo de modo flagrante e ilimitado —especialmente miedo a los terroristas— significa que no sólo nuestro sistema de gobierno está cambiando radicalmente, sino también, nuestro carácter nacional, nuestra identidad nacional y lo que significa ser un estadounidense.
Con el convencimiento de que «incumbe a todos los estadounidenses que creen en ese sistema que nos legaron los fundadores, defenderlo cuando está bajo asalto y en peligro. Y hoy lo está», subraya: «no llegué a estas conclusiones alegramente o por estar predispuesto por alguna ideología partidista. Más bien al contrario.»
Resistiéndose a aplicarse a sí mismo etiquetas políticas, enfatiza que, en sus escritos y apariciones públicas, es un ardiente defensor de la «separación de poderes» constitucional estadounidense, y de los derechos políticos y civiles protegidos constitucionalmente.
A lo largo de sus escritos, ha criticado sin pausa las políticas de la administración de George W. Bush y a aquellos que la apoyan y la hacen posible, sosteniendo que la mayoría de los «medios de comunicación corporativos» disculpan las políticas de Bush y repiten los temas de conservación de su administración, antes que plantear cuestiones difíciles.
Titulando la entrada de su blog Unclaimed Terrotory del 16 de enero de 2006, «Bush Followers Are Not Conservatives», Greenwald explica esta posición:
Desde hace mucho tiempo ha quedado claro que no hay nada «remotamente» conservador en esta Administración, al menos en el sentido que la ideología conservadora ha defendido un Gobierno federal limitado que hay que mirar con recelo. Desde hace mucho tiempo ha habido una trayectoria de acciones no conservadores de esta Administración, aumento disparado del gasto doméstico discrecional, déficits record, reuniones de emergencia del Gobierno federal para intervenir en la decisión de una mujer de poner fin a su vida, intentos de federalizar, incluso constitucionalizar, leyes de matrimonio. Todas las cuales no pueden ser más ajenas a lo que se ha entendido por «conservador» durante los últimos cuarenta años.
The New York Times describe a Greenwald como liberal.
Greenwald sostiene un punto de vista favorable a la legalización de las drogas. Dirigió una investigación, encargada por el Cato Institute, sobre el efecto de la abolición de todos los castigos penales por posesión de drogas para consumo personal en Portugal, un hecho que ocurrió en 2001. Según Greenwald, «la despenalización en Portugal ha sido un éxito rotundo... Ha permitido al gobierno portugués gestionar y controlar el problema de la droga mucho mejor que ningún otro país occidental».
Greenwald también se opone a la pena de muerte por la razón de que es «injusta».
En una discusión sobre libertades civiles bajo el mandato de Obama, elaboró su concepto de cambio cuando afirmó: «Creo que la única manera de que se produzca un cambio político real vendrá de gente trabajando fuera del sistema [electoral bipartidista] para socavarlo, y subvertirlo, y debilitarlo, y destruirlo; no de intentar cambiarlo desde dentro».
Greewald criticó las condiciones bajo las que está encarcelada la soldado del Ejército de los Estados Unidos Chelsea Manning, acusada de realizar filtraciones a WikiLeaks, después de ser arrestada por las autoridades militares. Como partidario de Manning la describe como «un informante actuando con los más nobles propósitos», y un «héroe nacional de la talla de Daniel Ellsberg».

## Premios
En marzo de 2009, fue galardonado, junto con Amy Goodman de Democracy Now!, con el primer premio anual Izzy Award por el Park Center for Independent Media. Un premio que lleva el nombre del periodista independiente I.F. «Izzy» Stone y consagrado a premiar la excelencia en el periodismo independiente. El jurado se refirió a su «coraje periodístico innovador y la persistencia en hacer frente a ideas convencionales, mentiras oficiales y temas controvertidos».
En octubre de 2010, ganó el Online Journalism Award al mejor comentarista, por un artículo de investigación sobre el soldado del ejército estadounidense Bradley Manning, el supuesto informador de WikiLeaks. El mismo año, fue finalista de los National Magazine Awards en la categoría de «excelencia en información online y comentarios publicados en un blog».
En junio de 2013 Greenwald alcanzó fama mundial después de que The Guardian publicara el primero de una serie de informes basados en los documentos clasificados divulgados por Edward Snowden que detallaban los programas de vigilancia masivos en Estados Unidos y Gran Bretaña . Sus reportajes sobre la NSA han ganado numerosos premios en todo el mundo, incluyendo los principales premios de periodismo de investigación de 2013 los Online Journalism Awards, el Esso Award para excelencia en periodismo en Brasil por sus artículos en O Globo sobre la vigilancia masiva de NSA a los brasileños (convirtiéndose en el primer extranjero en ganar el premio), el premio 2013 Libertad de Expresión Internacional de la revista argentina Perfil, y el Premio Pioneer 2013 de la Electronic Frontier Foundation.
El 11 de abril de 2014, Greenwald, acompañado de sus colegas Laura Poitras y Ewen MacAskill, viajó por primera vez a Estados Unidos después de la publicación de las revelaciones sobre las operaciones de vigilancia global de la Agencia de Seguridad Nacional, para recoger el premio George Polk. En sus discursos de aceptación del premio, Greenwald y Poitras rindieron un homenaje a su fuente, Edward Snowden: «Cada uno de estos premios confirma aún más que lo que hizo Snowden al dar un paso al frente fue absolutamente correcto y merece gratitud, no acusación ni décadas en la cárcel», afirmó Greenwald. «Ninguno de nosotros estaría aquí […] si alguien no hubiera decidido sacrificar su vida para que esta información estuviera disponible», afirmó Poitras. «Por lo tanto este premio en realidad es para Edward Snowden».
El 14 de abril, The Guardian, junto con el The Washington Post, obtenía su primer premio Pulitzer al servicio público gracias al trabajo de Greenwald y Laura Poitras al revelar los actos de espionaje del gobierno de Estados Unidos. El jurado destacó, en el caso de The Guardian que su contribución «provocó, gracias a una investigación agresiva, la apertura de un debate sobre la relación entre el Gobierno y los ciudadanos en asuntos de seguridad y privacidad».
El 27 de mayo, el Colegio de Abogados de Madrid le otorgó el premio de Consumo y Nuevas Tecnologías del Colegio